# Kelvin Maynard
Kelvin Maynard (Paramaribo, 29 maggio 1987 – Amsterdam, 18 settembre 2019) è stato un calciatore surinamese, di ruolo difensore.

## Biografia
Maynard è morto il 18 settembre 2019 ad Amsterdam. Tentò di sfuggire da alcuni uomini armati, guidando verso una caserma dei pompieri della zona, ma la sua auto colpì l'edificio e non riuscì a essere rianimato dai medici.

## Carriera
Nato a Paramaribo, nel Suriname, Maynard ha debuttato come professionista con il Volendam, giocando quattro partite in seconda divisione nella stagione 2006-2007. Al suo secondo anno, con 35 presenze, ha contribuito alla promozione in Eredivisie.
Maynard ha debuttato nella massima serie olandese il 31 agosto 2008, in una sconfitta per 2-3 contro l'Heerenveen. Gli altri Arancioni furono infine retrocessi, dopo aver chiuso al 18º posto. Poco prima dell'inizio della stagione, nel 2010, ha firmato con i portoghesi dell'Olhanense, ma il suo contributo con la squadra dell'Algarve è consistito in tre partite di Coppa di Lega (tre sconfitte, tra cui una per 2-3 con il Benfica).
Il 5 luglio 2011, Maynard ha di nuovo cambiato club e paese, trasferendosi agli ungheresi del Kecskemét. È stato rilasciato a dicembre.
Nel novembre del 2014, Maynard ha firmato un contratto con la squadra inglese del Burton Albion, fino al termine della stagione 2014-2015. Ha rinnovato il suo contratto nel luglio 2015. Per via di un infortunio nell'agosto 2015, è stato escluso dalla rosa della squadra per la stagione 2015-2016.

## Palmarès

### Club

#### Competizioni nazionali
- Campionato inglese di quarta divisione: 1

Burton: 2014-2015